# Kpessi (Sprache)
Kpessi (auch: Kpesi, Kpétsi) ist die Sprache des gleichnamigen Volkes der Kpessi.
Diese leben vorwiegend in Togo. Kpessi gehört zu den Kwa-Sprachen und ist vom Aussterben bedroht.
Die Angaben zur Anzahl der Sprecher wird auf ca. 4.000 (SIL 2002) Menschen geschätzt. Sie leben in Togo vorwiegend in der Region Centrale in der Präfektur Mono in den Kantonen Kpessi und Nyamassila sowie in der Präfektur Blitta im Kanton Langabou.